# Gran Premio Mamma e Papà Guerciotti
Il Gran Premio Mamma e Papà Guerciotti è una corsa in linea maschile e femminile di ciclocross che si svolge annualmente a Milano, in Italia. Corso per la prima volta nel 1978, ha fatto parte per cinque edizioni, dal 1993 al 1997, del calendario del Superprestige, e per altrettante, dal 2004 al 2007 e nel 2009, di quello di Coppa del mondo. Nel 1999 e nel 2010 è stato valido come campionato italiano di ciclocross.
Il percorso di gara nel 2021 è stato ospitato dal Parco del Po a Cremona. Precedentemente la gara si svolgeva nel milanese: dal 2001 al 2019 all'Idroscalo di Milano, mentre nelle prime edizioni al Parco Lambro e talora al Parco Saini di Milano.

## Albo d'oro

### Uomini Elite
Aggiornato all'edizione 2021.
| Anno | Vincitore                                    | Secondo                                      | Terzo                                        |
| ---- | -------------------------------------------- | -------------------------------------------- | -------------------------------------------- |
| 1978 | Vito Di Tano                                 |                                              |                                              |
| 1979 | Franco Vagneur                               |                                              |                                              |
| 1980 | Roland Liboton                               |                                              |                                              |
| 1981 | Hennie Stamsnijder                           |                                              |                                              |
| 1982 | Ottavio Paccagnella                          |                                              |                                              |
| 1983 | Vito Di Tano                                 |                                              |                                              |
| 1984 | Roland Liboton                               |                                              |                                              |
| 1985 | Roland Liboton                               |                                              |                                              |
| 1986 | Mike Kluge                                   |                                              |                                              |
| 1987 | Mike Kluge                                   |                                              |                                              |
| 1988 | Henrik Djernis                               |                                              |                                              |
| 1989 | Henrik Djernis                               |                                              |                                              |
| 1990 | Radovan Fořt                                 |                                              |                                              |
| 1991 | Daniele Pontoni                              |                                              |                                              |
| 1992 | Daniele Pontoni                              | Radovan Fořt                                 | Daviod Pagnier                               |
| 1993 | Daniele Pontoni                              | Thomas Frischknecht                          | Karl Kälin                                   |
| 1994 | Radomír Šimůnek                              | Daniele Pontoni                              | Wim de Vos                                   |
| 1995 | Daniele Pontoni                              | Luca Bramati                                 | Richard Groenendaal                          |
| 1996 | Adrie van der Poel                           | Daniele Pontoni                              | Richard Groenendaal                          |
| 1997 | Mario De Clercq                              | Richard Groenendaal                          | Adrie van der Poel                           |
| 1999 | Daniele Pontoni                              | Luca Bramati                                 | Massimo Sargenti                             |
| 1999 | Daniele Pontoni                              | Massimo Sargenti                             | Pascal Van Riet                              |
| 2000 | Daniele Pontoni                              | Luca Bramati                                 | Massimo Sargenti                             |
| 2001 | Enrico Franzoi                               | Valeriano Vandelli                           | Christophe Morel                             |
| 2002 | Daniele Pontoni                              | Enrico Franzoi                               | Jiří Pospíšil                                |
| 2003 | Bart Wellens                                 | Enrico Franzoi                               | Michael Baumgartner                          |
| 2004 | Sven Nys                                     | Ben Berden                                   | Zdeněk Mlynář                                |
| 2005 | Sven Nys                                     | Erwin Vervecken                              | Enrico Franzoi                               |
| 2006 | Bart Wellens                                 | Sven Nys                                     | Sven Vanthourenhout                          |
| 2007 | annullato                                    | annullato                                    | annullato                                    |
| 2009 | Sven Nys                                     | Lars Boom                                    | Zdeněk Štybar                                |
| 2010 | Marco Aurelio Fontana                        | Enrico Franzoi                               | Marco Bianco                                 |
| 2011 | Elia Silvestri                               | Cristian Cominelli                           | Fabio Ursi                                   |
| 2012 | Elia Silvestri                               | Enrico Franzoi                               | Mirko Tabacchi                               |
| 2013 | Marco Aurelio Fontana                        | Stan Godrie                                  | Enrico Franzoi                               |
| 2014 | Jens Vandekinderen                           | Enrico Franzoi                               | Niels Wubben                                 |
| 2015 | Stan Godrie                                  | Jens Vandekinderen                           | Martijn Budding                              |
| 2016 | Marcel Meisen                                | Gioele Bertolini                             | Sascha Weber                                 |
| 2017 | Marcel Meisen                                | Gioele Bertolini                             | Sascha Weber                                 |
| 2018 | non disputato                                | non disputato                                | non disputato                                |
| 2019 | Sascha Weber                                 | Jakob Dorigoni                               | Cristian Cominelli                           |
| 2020 | annullato a causa della Pandemia di COVID-19 | annullato a causa della Pandemia di COVID-19 | annullato a causa della Pandemia di COVID-19 |
| 2021 | Jakob Dorigoni                               | Gioele Bertolini                             | Filippo Fontana                              |

### Donne Elite
Aggiornato all'edizione 2021.
| Anno | Vincitrice                                   | Seconda                                      | Terza                                        |
| ---- | -------------------------------------------- | -------------------------------------------- | -------------------------------------------- |
| 2000 | Hanka Kupfernagel                            | Maria Paola Turcutto                         | Paola Bortolin                               |
| 2001 |                                              |                                              |                                              |
| 2002 | Paola Bortolin                               | Maria Paola Turcutto                         | Vania Rossi                                  |
| 2003 | Hanka Kupfernagel                            | Marianne Vos                                 | Debby Mansveld                               |
| 2004 | Daphny van den Brand                         | Maryline Salvetat                            | Marianne Vos                                 |
| 2005 | Daphny van den Brand                         | Marianne Vos                                 | Hanka Kupfernagel                            |
| 2006 |                                              |                                              |                                              |
| 2007 | Daphny van den Brand                         | Helen Wyman                                  | Christel Ferrier-Bruneau                     |
| 2009 | Daphny van den Brand                         | Hanka Kupfernagel                            | Maryline Salvetat                            |
| 2010 | Eva Lechner                                  | Vania Rossi                                  | Evelyn Staffler                              |
| 2011 | Vania Rossi                                  | Francesca Cucciniello                        | Daniela Bresciani                            |
| 2012 | Vania Rossi                                  | Stefania Vecchio                             | Francesca Cucciniello                        |
| 2013 | Eva Lechner                                  | Vania Rossi                                  | Francesca Cauz                               |
| 2014 | Francesca Cauz                               | Yara Kastelijn                               | Alice Maria Arzuffi                          |
| 2015 | Alice Maria Arzuffi                          | Chiara Teocchi                               | Alessia Bulleri                              |
| 2016 | Alice Maria Arzuffi                          | Sara Casasola                                | Chiara Teocchi                               |
| 2017 | Eva Lechner                                  | Alice Maria Arzuffi                          | Francesca Baroni                             |
| 2018 | non disputato                                | non disputato                                | non disputato                                |
| 2019 | Francesca Baroni                             | Rebecca Gariboldi                            | Sara Casasola                                |
| 2020 | annullato a causa della Pandemia di COVID-19 | annullato a causa della Pandemia di COVID-19 | annullato a causa della Pandemia di COVID-19 |
| 2021 | Silvia Persico                               | Sara Casasola                                | Gaia Realini                                 |

### Uomini Junior
Aggiornato all'edizione 2021.
| Anno      | Vincitore                                    | Secondo                                      | Terzo                                        |
| --------- | -------------------------------------------- | -------------------------------------------- | -------------------------------------------- |
| 2007      | Arnaud Jouffroy                              | Elia Silvestri                               | Tijmen Eising                                |
| 2009-2010 | non disputato                                | non disputato                                | non disputato                                |
| 2011      | Enrico Scapolan                              | Riccardo Redaelli                            | Federico Zurlo                               |
| 2012      | Stefano Valdrighi                            | Gioele Bertolini                             | Nadir Colledani                              |
| 2013      | Gioele Bertolini                             | Nadir Colledani                              | Bjorn van der Heijden                        |
| 2014      | Manuel Todaro                                | Giulio Franzolin                             | Stefano Sala                                 |
| 2015      | Jakob Dorigoni                               | Stefano Sala                                 | Giorgio Rossi                                |
| 2016      | Filippo Fontana                              | Arno Van Den Broeck                          | Patrick Favaro                               |
| 2017      | Filippo Fontana                              | Tommaso Dalla Valle                          | Milan Ziemerink                              |
| 2018      | non disputato                                | non disputato                                | non disputato                                |
| 2019      | Davide De Pretto                             | Matyáš Kopecký                               | Bryan Olivo                                  |
| 2020      | annullato a causa della Pandemia di COVID-19 | annullato a causa della Pandemia di COVID-19 | annullato a causa della Pandemia di COVID-19 |
| 2021      | Luca Paletti                                 | Eros Cancedda                                | Simone Vari                                  |